# Marzena Grabowska
Marzena Laskowska, coniugata Grabowska (Łódź, 15 gennaio 1967), è un'ex cestista polacca.

## Carriera
Con la Polonia ha disputato i Campionati europei del 1987.